# Taketoshi Naito
Taketoshi Naito (内藤 武敏 Naitō Taketoshi?, 16 de junio de 1926 – 21 de agosto de 2012) fue un actor japonés que apareció en más de 70 películas entre 1953 y 2003. Murió de linfoma el 21 de agosto de 2012.

## Filmografía seleccionada
| Año  | Título                                        |
| ---- | --------------------------------------------- |
| 1956 | An Actress                                    |
| 1956 | The Burmese Harp                              |
| 1959 | Lucky Dragon No. 5                            |
| 1972 | Kozure Ōkami: Kowokashi udekashi tsukamatsuru |
| 1973 | Coup d'Etat                                   |
| 1992 | Luminous Moss                                 |
| 1998 | After Life                                    |
| 1998 | Samurai Fiction                               |